# Ute Steindorf

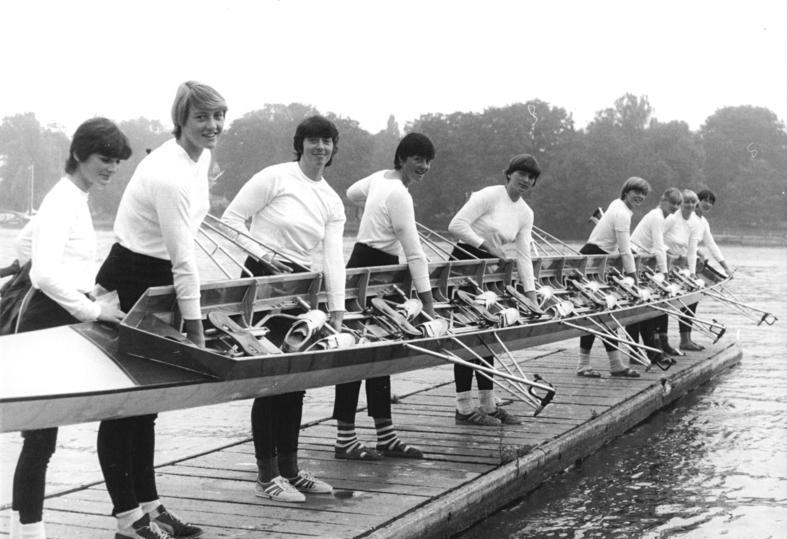
DDR-Achter 1982: Ute Steindorf ist die Dritte von links

Ute Steindorf (* 26. August 1957 in Wolfen) ist eine ehemalige  Ruderin aus der Deutschen Demokratischen Republik. 1980 gelang ihr im Zweier ohne Steuerfrau der Olympiasieg.
Ute Steindorf begann bei Motor Raguhn und wechselte dann zum SC DHfK Leipzig. Dort traf sie auf Cornelia Bügel, mit der sie zusammen bei der Spartakiade 1975 Silber im Achter und Bronze im Zweier gewann. 1976 standen beide als Ersatzruderinnen für das Team bei den Olympischen Spielen 1976 bereit. 1977 wechselten Steindorf und Bügel in den DDR-Achter, der in der Besetzung  Cornelia Bügel, Ute Steindorf, Gabriele Lohs, Kersten Neisser, Marita Sandig, Andrea Kurth, Bianka Schwede, Karin Metze und Steuerfrau Sabine Heß in Amsterdam den Weltmeistertitel gewann. Ab 1978 bildeten Steindorf und Bügel einen Zweier ohne Steuerfrau, der 1978 in Neuseeland und 1979 in Bled bei der Weltmeisterschaft siegte. 1980 heiratete Cornelia Bügel, und das Duo Ute Steindorf und Cornelia Klier gewann bei den Olympischen Spielen 1980 die Goldmedaille. Für diesen Erfolg wurde Ute Steindorf mit dem Vaterländischen Verdienstorden in Silber ausgezeichnet. 1982 saß sie noch einmal im Achter und erruderte sich eine Bronzemedaille bei der Weltmeisterschaft in Luzern.